# Осоракан
Гора Осоракан (яп. 恐羅漢山, осоракандзан) — гора у регіоні Тюґоку, Японія. Знаходиться на межі містечка Акіота префектури Хіросіма
і міста Масуда преіектури Сімане. Висота — 1346,4 м. Вважається найвищою горою префектури Хіросіма. Є частиною префектурального парку «Гори західного Тюґоку».
З вершини гори Осоракан можна побачити Японське море. Схил гори є відносно крутим, у порівнянні з іншими горами регіоні Тюґоку. На горі розташовано лижний курорт і пристанище для любителів кемпінгу.